# Гетехде
Гетехде (перс. گته ده‎) — село на севере Ирана, в остане Альборз. Входит в состав шахрестана Талекан. Является частью дехестана (сельского округа) Бала-Талекан бахша Меркези.

## География
Село находится в северной части Альборза, в горной местности южного Эльбурса, на расстоянии приблизительно 33 километров к северо-северо-востоку (NNE) от Кереджа, административного центра провинции. Абсолютная высота — 2318 метров над уровнем моря.

## Население
По данным переписи 2006 года население села составляло 412 человек (206 мужчин и 206 женщин). В Гетехде насчитывалось 96 семей. Уровень грамотности населения составлял 83,01 %. Уровень грамотности среди мужчин составлял 85,92 %, среди женщин — 80,1 %.